# ریوتا ناگاکی
ریوتا ناگاکی (ژاپنی: 永木 亮太؛ زادهٔ ۴ ژوئن ۱۹۸۸) یک بازیکن فوتبال اهل ژاپن است. وی در تیم ملی فوتبال ژاپن بازی کرده‌است.